# San Jerónimo Coatlán
San Jerónimo Coatlán es una localidad del estado mexicano de Oaxaca. Es cabecera del municipio de San Jerónimo Coatlán.

## Historia
La localidad de San Jerónimo Coatlán (Oaxaca) fue fundada en el año 1612.
- 1612: Año de fundación del pueblo.
- 1800: Se construye la casa y cárcel municipal.
- 1825: Decreto número 47. San Gerónimo Coatlán pertenece al partido de Miahuatlán.
- 1844: San Gerónimo Coatlán es poblado de la parroquia de Coatlán, subprefectura de Miahuatlán, distrito de Ejutla.
- 1858: Decreto número 2. San Gerónimo Coatlán pertenece al distrito de Miahuatlán.
- 1891: San Gerónimo Coatlán es ayuntamiento del distrito de Miahuatlán.

## Toponimia
Coatlán significa en Náhuatl "Lugar de las, o junto a las culebras"; se compone de coatl "culebra" y de tlan "lugar o junto".

## Demografía
| Censo | Población |
| ----- | --------- |
| 1900  | 184       |
| 1910  | 259       |
| 1921  | 553       |
| 1930  | 553       |
| 1940  | 388       |
| 1950  | 379       |
| 1960  | 484       |
| 1970  | 622       |
| 1980  | 738       |
| 1990  | 826       |
| 1995  | 797       |
| 2000  | 955       |
| 2005  | 923       |
| 2010  | 961       |
| 2020  | 918       |